# Глоговек
Глоговек (пољ. Głogówek) град је у Пољској у Војводству опољском. По подацима из 2012. године број становника у месту је био 5756.
.

## Становништво
| 2012. |
| ----- |
| 5.756 |

## Партнерски градови
- Ритберг